# Nectria (genre)
Genre
Nectria est un genre d'étoiles de mer de la famille des Goniasteridae. Ce genre est endémique des côtes sud et ouest de l'Australie. 

## Liste d'espèces
Selon World Register of Marine Species (13 janvier 2015) :
- Nectria humilis Zeidler & Rowe, 1986 -- Australie du sud
- Nectria macrobrachia H.L. Clark, 1923
- Nectria multispina H.L. Clark, 1928 -- Australie du sud
- Nectria ocellata Perrier, 1875 -- Australie du sud
- Nectria ocellifera (Lamarck, 1816)
- Nectria pedicelligera Mortensen, 1925
- Nectria saoria Shepherd, 1967 -- Australie du sud
- Nectria wilsoni Shepherd & Hodgkin, 1966 -- Australie de l'ouest

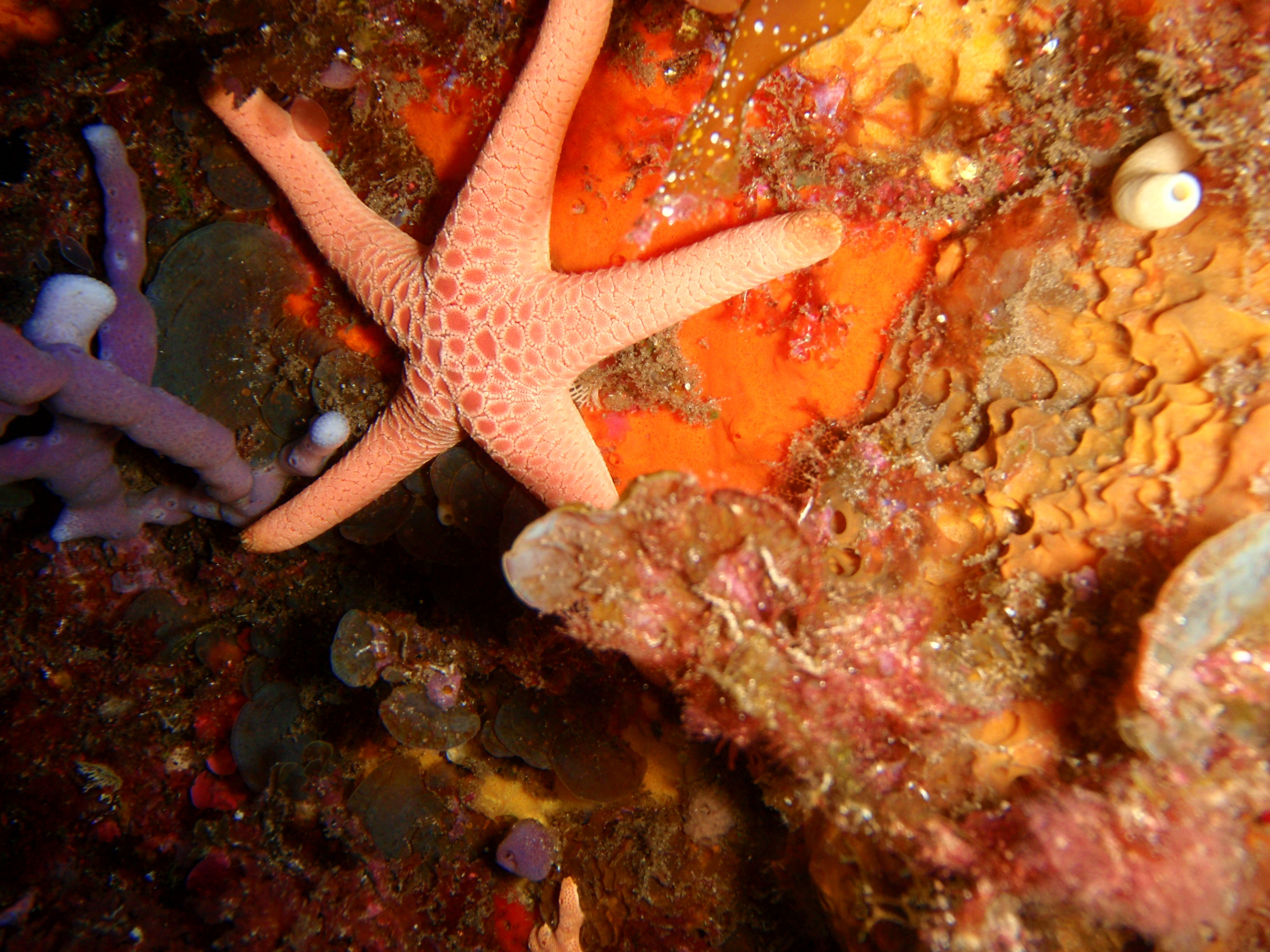
Nectria macrobrachia
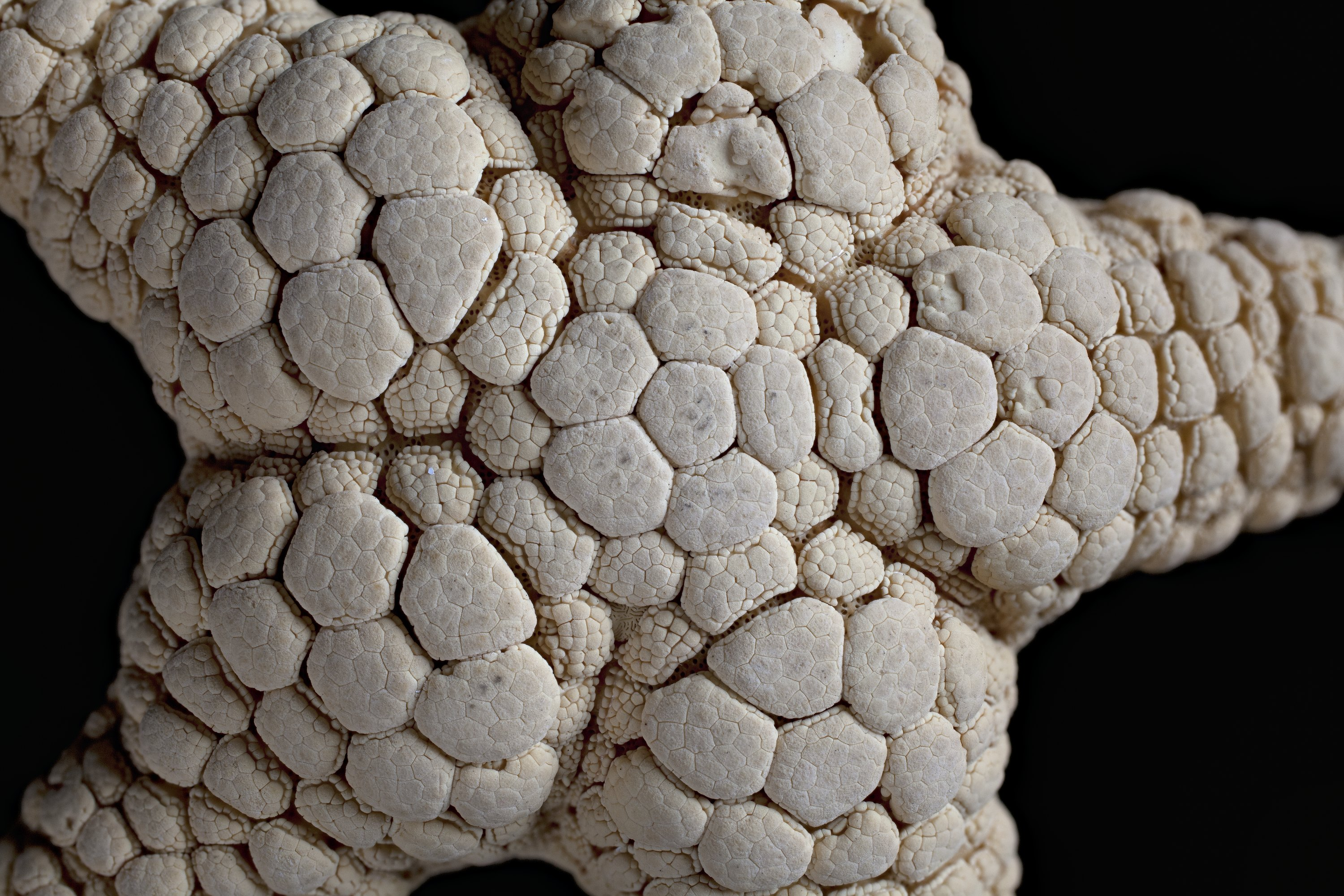
Nectria multispina
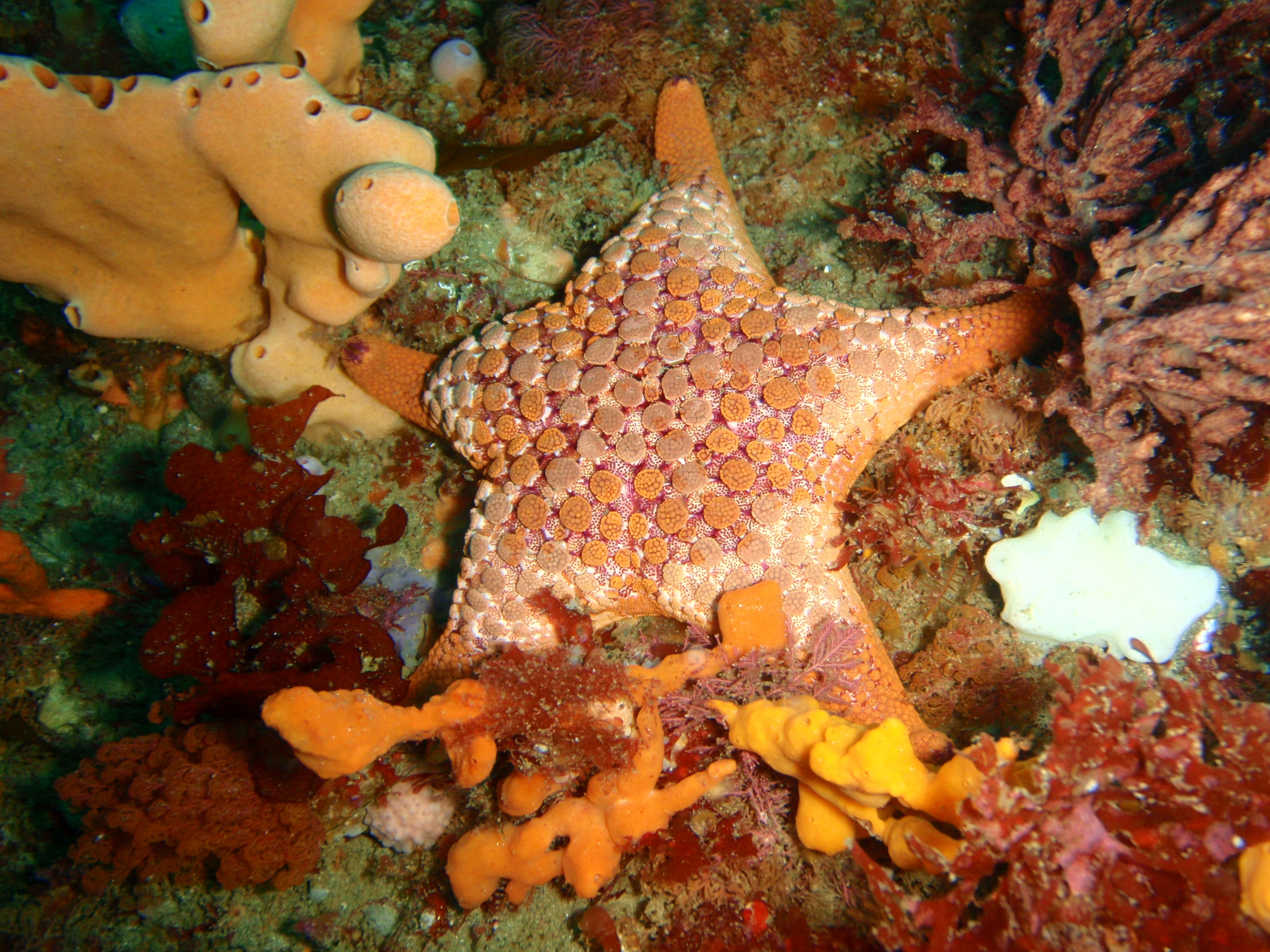
Nectria ocellata
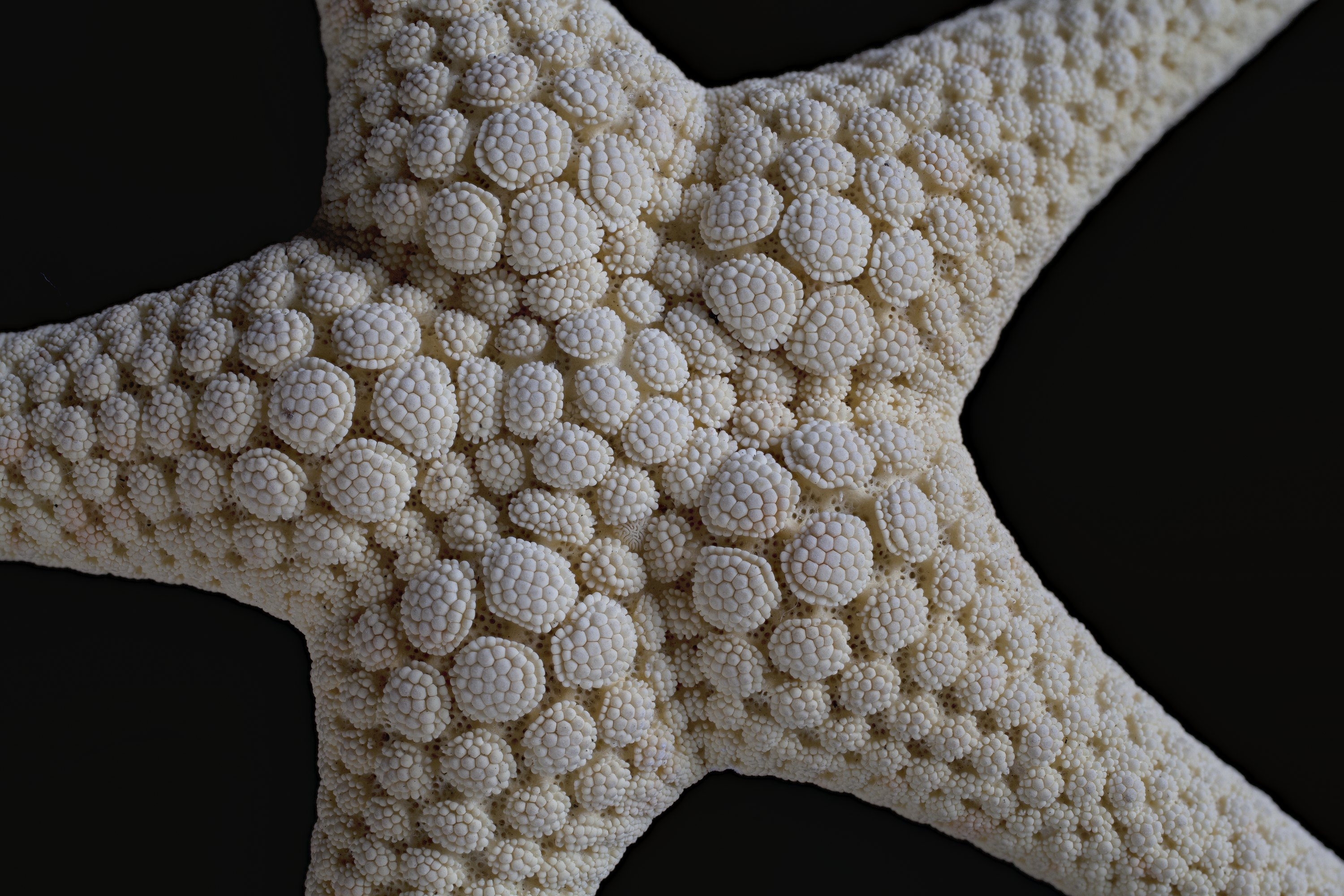
Nectria pedicelligera